# Blas Vidal
Blas Vidal Pereyra, también conocido como Blas Vidal (hijo), (Montevideo, Uruguay, 16 de enero de 1871-ídem, 12 de enero de 1938) fue un político y magistrado uruguayo, que se desempeñó como diputado, senador y ministro de Hacienda por el Partido Colorado, culminando su vida pública como miembro de la Suprema Corte de Justicia de su país desde 1935 hasta su muerte.

## Primeros años
Nació en Montevideo el 16 de enero de 1871, hijo de Blas Vidal Silva y de Ana Pereyra.
Su padre, nacido en 1831, hermano menor del presidente Francisco Antonino Vidal Silva,  fue diputado en 1868 y 1879, senador de 1881 a 1886 y de 1893 a 1898 y ministro de Relaciones Exteriores del presidente Julio Herrera y Obes en 1890. Para distinguirlo de su padre homónimo, Blas fue conocido habitualmente a lo largo de su vida como Blas Vidal (hijo).
Se graduó como abogado a los 21 años, con una tesis sobre "Cambios extranjeros".
Durante la Revolución de 1904, combatió con las fuerzas leales al gobierno en el Batallón 4 de Guardias Nacionales bajo el mando de Claudio Williman.

## Carrera política
En 1905 fue electo por primera vez diputado por Artigas para el período 1905-1908 (22.ª legislatura).
En 1907, al asumir la presidencia Williman, lo designó Ministro de Hacienda, cargo que ocupó durante los cuatro años de dicho período presidencial.
En 1911 fue electo por el Colegio electoral correspondiente como Senador por el entonces Departamento de Minas, por el período 1911-1917. Ocupó la Presidencia del Senado en 1914.
Afiliado a la facción riverista del Partido Colorado, en 1917 volvió a la Cámara de Representantes como diputado por Canelones (1917-1920) y luego nuevamente por Minas (1920-1923) en la 26.ª y 27.ª legislaturas respectivamente.
Fue también miembro de la Asamblea Constituyente de 1916-1917 que redactó la Constitución de 1918.
En la 28.ª legislatura ingresó como suplente a una banca por Minas (1925-1926) y en 1926 fue nuevamente diputado titular (1926-1929) para la 29.ª legislatura, por el mismo Departamento, rebautizado en 1927 como Lavalleja.
En 1933, tras el golpe de Estado de Gabriel Terra, fue miembro de la Asamblea Deliberante, y tras la aprobación de la Constitución de 1934, fue electo nuevamente Senador para la 32.ª legislatura, cargo que ocuparía durante solo un año.

## Suprema Corte de Justicia
En efecto, el 29 de marzo de 1935 fue electo por la Asamblea General como ministro de la Suprema Corte de Justicia, junto a Mariano Pereira Núñez, para cubrir las dos vacantes dejadas en 1934 por Pedro Aladio y Abel Pinto. Juró el cargo el día 3 de abril ya que previamente debió tramitar su renuncia ante el Senado, y se incorporó a la Corte al día siguiente.
Fue uno de los pocos magistrados en la historia del máximo tribunal que han sido designados para integrarlo sin provenir de la carrera judicial.
Hubiera podido permanecer en la Corte hasta cumplir los 70 años en 1941 (edad límite para ocupar cargos judiciales según el artículo 226 de la Constitución de 1934) pero falleció el 12 de enero de 1938, poco antes de cumplir 67 años.
Mariano Pereira Núñez, quien había ingresado junto con Vidal a la Corte, también falleció un mes después. Ambos fueron sustituidos por Román Álvarez Cortés y Zoilo Saldías (quienes asimismo fallecerían ambos, años después, aún en ejercicio de sus cargos).